# 23739 Kevin
23739 Kevin este un asteroid din centura principală de asteroizi.

## Descriere
23739 Kevin este un asteroid din centura principală de asteroizi. A fost descoperit pe 18 mai 1998 la Stația Anderson Mesa în cadrul programului LONEOS. Asteroidul prezintă o orbită caracterizată de o semiaxă mare de 2,23 ua, o excentricitate de 0,17 și o înclinație de 4,7° în raport cu ecliptica.